# Syntrita leucochasma
Syntrita leucochasma is een vlinder uit de familie van de grasmotten (Crambidae). De wetenschappelijke naam van deze soort is voor het eerst voorgesteld als Pilocrocis leucochasma door George Francis Hampson in een publicatie uit 1912.
De soort komt voor in Noordoost-Peru.